# Męczennicy z Lyonu
Męczennicy z Lyonu, również męczennicy liońscy – grupa chrześcijan, która poniosła śmierć męczeńską podczas prześladowań w 177 roku w Lugdunum (obecnie Lyon), święci katoliccy i prawosławni.

## Geneza i tło historyczne wydarzeń
Za panowania Marka Aureliusza mieszkańcy imperium rzymskiego, zatrwożeni licznymi wojnami i epidemią dżumy, skłonni byli dopatrywać się w tych nieszczęściach gniewu bogów. Nastroje społeczne zwracały się więc przeciwko nieuczestniczącym w oficjalnym kulcie chrześcijanom.
Pierwsza galijska gmina chrześcijańska została utworzona niedługo wcześniej, ok. 150 roku. Tworzyli ją głównie mówiący po grecku przybysze ze Wschodu, co wzmagało nieufność mieszkańców Galii do wyznawców nowej religii.

## Prześladowania
Przebieg wydarzeń został szczegółowo opisany w liście gminy lyońskiej przekazanym u Euzebiusza z Cezarei. List wysłany w imieniu Kościołów w Lugdunum i Vienne adresowany był do wspólnot w Azji i Frygii, ponieważ stamtąd pochodziła znaczna część galijskich męczenników. Być może autorem listu był Ireneusz z Lyonu.
Według listu szykanowanie chrześcijan stopniowo narastało - utrudniano im na przykład wstęp do łaźni i na forum, by z czasem całkowicie zabronić im pokazywania się w sferze publicznej. Narastająca wrogość otoczenia prowadziła do różnego rodzaju aktów przemocy. Wreszcie miejscowy trybun wojskowy we współpracy z władzami miejskimi doprowadził do publicznego przesłuchania na forum i wtrącenia do więzienia grupy chrześcijan. Następnie sprawę przejął nieobecny wcześniej namiestnik prowincji. Doszło do kolejnych aresztowań. Chrześcijanie oskarżani byli, podobnie jak w wielu wcześniejszych przypadkach, o kanibalizm i kazirodztwo. W przeciwieństwie do zwykłej praktyki, nie uwolniono tych, którzy wyparli się wiary. Więźniowie byli na różne sposoby torturowani. Kwestia postępowania wobec chrześcijan nie była ściśle uregulowana prawnie, ponadto wśród aresztowanych osób znaleźli się obywatele rzymscy, toteż namiestnik prowincji zwrócił się z prośbą o wskazówki do cesarza Marka Aureliusza. Cesarz nie wierzył w zarzuty wobec chrześcijan, nie był jednak przychylny wyznawcom nowej religii. Polecił uwolnić tych, którzy wyparli się wiary, innych zaś stracić. Obywatele rzymscy mieli zostać ścięci mieczem, pozostali zginąć na arenie w walce z dzikimi zwierzętami. 

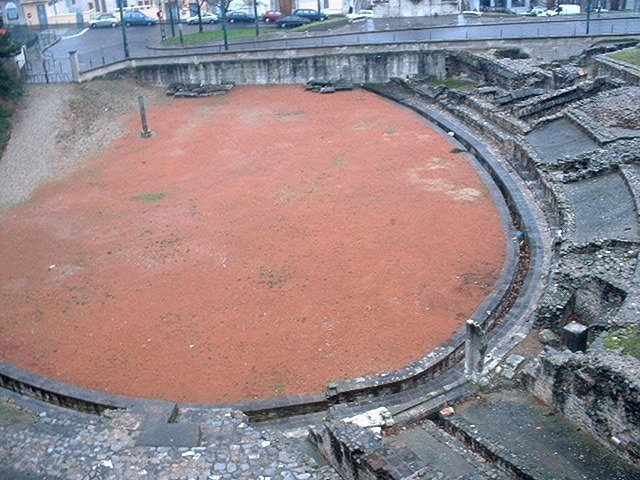
Amfiteatr w Lyonie

Kulminacja prześladowań nastąpiła podczas wielkich świąt na początku sierpnia. Do Lugdunum przybywali wówczas przedstawiciele wszystkich miast trzech galijskich prowincji, by wziąć udział w obradach i uroczystościach o polityczno-religijnym charakterze, a także tłumy widzów. Część aresztowanych zmarła już w więzieniu, pozostałych zaś doprowadzono „w uroczystym pochodzie” przed trybunał, ponownie przesłuchano a następnie poddano okrutnym torturom podczas widowisk w amfiteatrze. Zwłoki ofiar zostały spalone, a popioły wrzucone do rzeki.
Niektórzy męczennicy znani są z imienia. W tekście źródłowym wymienieni zostali: 
- Potyn (Fotyn), pierwszy biskup Lyonu[5]
- Blandyna, niewolnica
- Attal(us) z Pergamonu
- Wetiusz Epagat (łac. Vettius Epagatus)
- Aleksander z Frygii, lekarz[6]
- Sancjusz (łac. Sanctus) z Vienne, diakon
- Matur(us), neofita
- Pontyk (łac. Ponticus), kilkunastoletni chłopiec[7].
- Alkibiades[8]
- Biblis

Męczennicy liońscy byli więc grupą bardzo zróżnicowaną pod względem wieku i pozycji społecznej. Ogółem zginęło około pięćdziesięciu osób. Późniejsze martyrologia wymieniają 48 imion.
Wspomnienie liturgiczne w Kościele katolickim obchodzone jest 2 czerwca, a w Cerkwi prawosławnej 25 lipca/7 sierpnia.